# Лоріс Беніто
Лоріс Беніто (нім. Loris Benito, нар. 7 січня 1992, Аарау) — швейцарський футболіст, захисник клубу «Янг Бойз».

## Клубна кар'єра
У дорослому футболі дебютував 2009 року виступами за команду клубу «Аарау», вихованцем якої і є, де провів два з половиною сезони, взявши участь у 50 матчах чемпіонату.
Своєю грою за цю команду привернув увагу представників тренерського штабу клубу «Цюрих», до складу якого приєднався на початку 2012 року. Відіграв за команду з Цюриха наступні два сезони своєї ігрової кар'єри. Більшість часу, проведеного у складі «Цюриха», був основним гравцем захисту команди і у сезоні 2013/14 виграв з командою Кубок Швейцарії.
22 червня 2014 року уклав контракт з португальською «Бенфікою», у складі якого провів наступний рік своєї кар'єри гравця. У першому ж сезоні з командою став чемпіоном країни, а також володарем Кубка португальської ліги та Суперкубка Португалії. 
Проте у складі лісабонського гранда Беніто закріпитись так і не зумів і по завершенні сезону повернувся на батьківщину, ставши гравцем місцевого «Янг Бойза». За чотири сезони відіграв за бернську команду 94 матчі в усіх змаганнях.
2 липня 2019 перейшов до французького «Бордо» на правах вільного агента.

## Виступи за збірну
Протягом 2013—2014 років залучався до складу молодіжної збірної Швейцарії. На молодіжному рівні зіграв у 7 офіційних матчах.
14 листопада 2018 дебютував у національній збірній Швейцарії. Станом на 20 червня 2021 року провів 13 матчів за головну команду країни та забив 1 гол.

## Особисте життя
Є племінником колишнього футбольного воротаря Івана Беніто, який також був вихованцем «Аарау», а згодом грав за «Янг Бойз».

## Титули і досягнення
- Чемпіон Швейцарії (3):

«Янг Бойз»: 2017-18, 2018-19, 2022-23
- Володар Кубка Швейцарії (2):

«Цюрих»: 2013-14
«Янг Бойз»: 2022-23
- Чемпіон Португалії (1):

«Бенфіка»: 2014-15
- Володар Суперкубка Португалії (1):

«Бенфіка»: 2014
- Володар Кубка португальської ліги (1):

«Бенфіка»: 2014-15